# Via Czechia

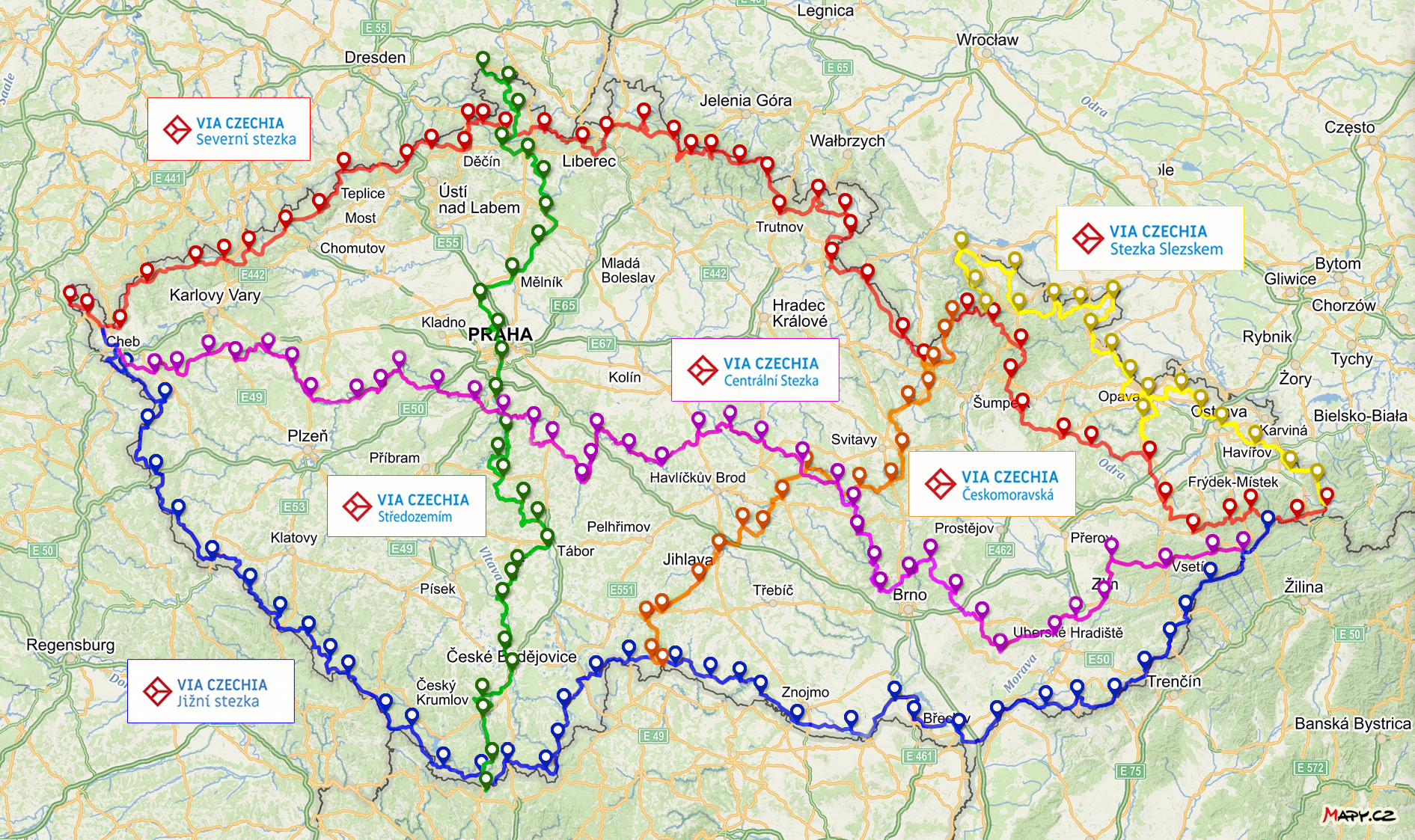
Mapa stezek Via Czechia

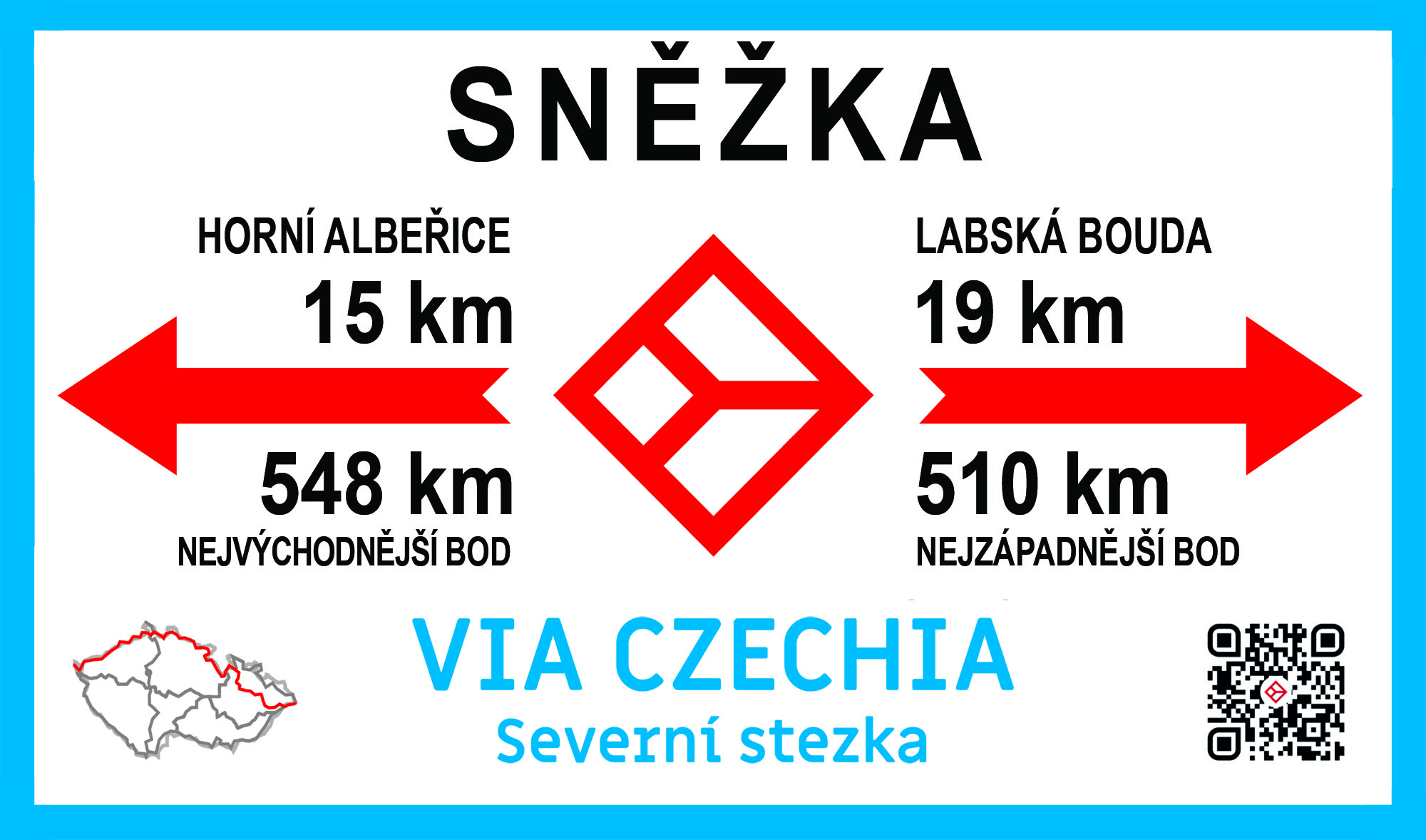
Značení stezek Via Czechia

Via Czechia je 6 značených dálkových turistických tras, které představují nejdelší turistické dálkové trasy v Česku. Celkem 6 tras je vyznačeno  samostatně pro pěší putování, cykloturistiku, přejezdy na lyžích a vodácké splouvání. Všechny trasy a jejich varianty měří dohromady přes 10 000 km. Trasy mají vlastní značení v terénu a vedou převážně po značených cestách Klubu českých turistů. Jedná se o nejdelší zmapované a zdokumentované dálkové trasy v Česku. První stezka byla vyznačena v roce 2020.
Jednotlivé stezky jsou Severní stezka (dlouhá 1058 km), Jižní stezka (1052 km), Centrální stezka (1036 km), Stezka středozemím (569 km), Stezka Slezskem (382 km) a Českomoravská stezka (345 km).

## Historie
Projekt Via Czechia vznikl v roce 2020, kdy byly zmapovány první dvě stezky – Severní a Jižní. Každá z nich vede od nejzápadnějšího po nejvýchodnější bod Česka, měří přibližně 1060 km. Roku 2021 byla zmapována Stezka středozemím a Stezka Slezskem, v roce 2022 vznikla Centrální stezka a v roce 2023 Českomoravská stezka. Všechny stezky jsou vytvořeny ve variantách pro pěší turistiku, cykloturistiku, některé stezky mají v horských úsecích pasáže pro zimní turistiku na lyžích. Centrální stezka a Stezka středozemím má rovněž pasáže pro vodní turistiku. Autorem projektu Via Czechia je Jan Hocek, český fotograf, publicista a cestovatel.
Malými částmi vedou stezky i územím Německa (např. Lužické hory) či Polska (Krkonoše, Králický Sněžník), Rakouska (Šumavská hornatina) i Slovenska (Bílé Karpaty, Javorníky, Moravskoslezské Beskydy).

## Severní stezka

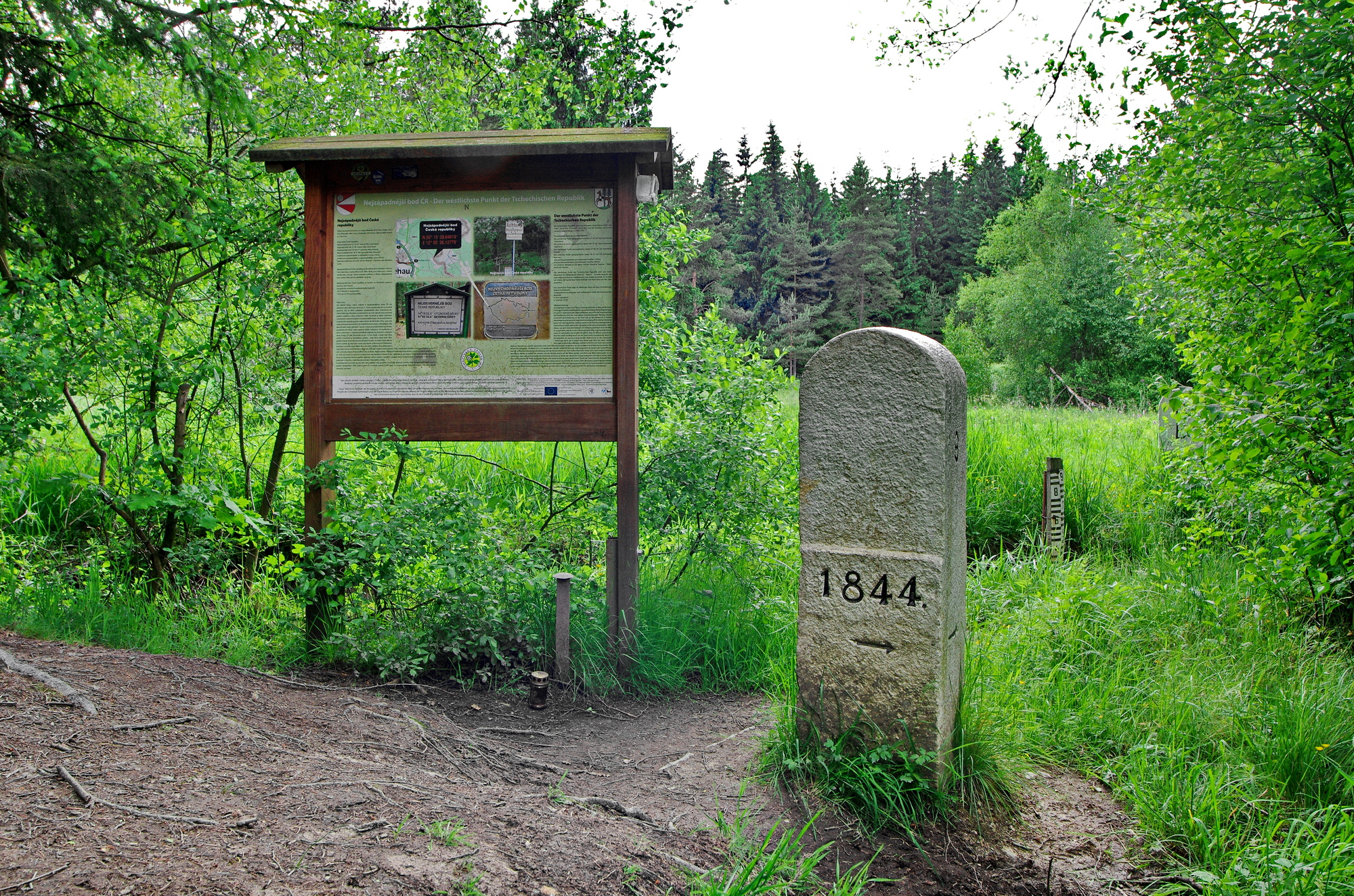
Nejzápadnější bod Česka, jeden z počátečních bodů stezky

Severní stezka je nejenom nejdelší trasou Via Czechia, ale rovněž nejdelší dálkovou turistickou trasou v celém Česku. Spojuje nejzápadnější a nejvýchodnější body Česka a vede převážně severními pohraničními horami. Pěší varianta Severní stezky měří 1058 km a je rozdělena na 47 denních etap s průměrnou délkou 20–25 km, vždy s možností ubytování. Cyklistická varianta Severní stezky měří celkem 1140 km; 635 km je rovněž sjízdných na lyžích.
Severní stezka vede 18 pohořími a zeměpisnými celky, přes 8 chráněných krajinných oblastí, 2 národní parky, celkem prochází přes 50 hor, jejíž vrchol přesahuje nadmořskou výšku 1000 m, dále nejvyšším, nejnižším, nejvýchodnějším a nejzápadnějším místem Česka.

## Jižní stezka
Jižní stezka je po Severní stezce druhou nejdelší trasou Via Czechia, spojuje nejvýchodnější a nejzápadnější body Česka a vede převážně jižním příhraničím. Pěší varianta Jižní stezky měří 1052 km a je rozdělena na 44 denních etap s průměrnou délkou 20–25 km, vždy s možností ubytování. Cyklistická varianta Jižní stezky měří celkem 1080 km, 322 km je sjízdných po lyžařských trasách.
Jižní stezka vede 15 pohořími a zeměpisnými celky, přes 6 chráněných krajinných oblastí, 2 národní parky, celkem prochází přes 20 tisícovek a také vede přes nejvýchodnější, nejjižnější i nejzápadnější místo Česka.

## Centrální stezka
Centrální stezka spojuje nejzápadnější a nejvýchodnější body Česka a vede přibližně centrem země. Stezka prochází přes několik středových bodů Česka – geometrický střed v Číhošti, střed diagonál v Golčově Jeníkově a střed podle hranic v Senešnici.
Pěší varianta Centrální stezky měří 1036 km a je rozdělena na 47 denních etap. Cyklistická varianta měří celkem 1032 km. Nejvyšší pasáže trasy lze projet na lyžích, celkem je možné využít 163 km lyžařských tras. Vodácky lze splouvat úseky na řekách Střela, Berounka, Sázava, Chrudimka a Svratka – celkem 335 km.

## Stezka středozemím
Stezka středozemím propojuje nejsevernější a nejjižnější body Česka, prochází přes 4 chráněné krajinné oblasti, 24 poutních míst a prochází mnoha městy, jako jsou Praha, Mělník, Tábor nebo Český Krumlov.
Pěší varianta Stezky středozemím měří 569 km a je rozdělena na 27 denních etap. Stezka středozemím je rovněž vhodná pro cyklistiku. Její cyklistická varianta měří celkem 547 km. Pro vodácké putování po Stezce Středozemím lze splout úsek Lužnice mezi Táborem a Týnem nad Vltavou, Vltavu od Vyššího Brodu do Českých Budějovic, dále je možné po vodě pokračovat z Českých Budějovic po vltavské kaskádě do Prahy a případně až do Mělníka.

## Stezka Slezskem
Stezka Slezskem prochází pohraničními oblastmi Českého Slezska mezi Rychlebskými horami a Slezskými Beskydy. Její krajní body tvoří na západě trojmezí Moravy, Slezska a Polska a na východě nejvýchodnější bod Česka. Stezka Slezskem je alternativou Severní stezky v její nejvýchodnější části.
Pěší trasa Stezky Slezskem měří 382 km a je rozdělena na 18 denních etap. Etapy 19 a 20 vedou z Opavy do Fulneku a tvoří 42 km dlouhou propojku se Severní stezkou. Cyklistická varianta měří 385 km. 

## Českomoravská stezka
Českomoravská stezka vede přibližně po historické hranici Čech a Moravy, jak byla kodifikována v polovině 19. století a platila do 31. prosince 1948. Trasa spojuje dva trojmezné body – na severu je to trojmezí Čech, Moravy a Polska u vrcholu Králického Sněžníku, na jihu je to trojmezí Čech, Moravy a Rakouska nedaleko Slavonic. Českomoravská stezka rovněž sleduje hlavní evropské rozvodí, oddělující úmoří Černého a Severního moře.
Pěší trasa Českomoravské stezky měří 345 km a je rozdělena na 18 denních etap. Cyklistická varianta Českomoravské stezky měří 337 km.